# Nordschwaben (Rheinfelden)
Nordschwaben ist ein nordöstlich gelegener Ortsteil der Stadt Rheinfelden in Baden-Württemberg. Der Ort liegt auf einer Höhenlage des Dinkelbergs, südlich vom höchsten Gipfel, der Hohen Flum. Die ehemals selbständige Gemeinde ist seit dem 1. Januar 1974 zu Rheinfelden eingemeindet. Von den sieben Ortsteilen ist Nordschwaben sowohl nach Fläche wie Einwohnern der kleinste, mit 471 m ü. NHN gleichzeitig der höchst gelegenste.

## Geografie und Lage
Nordschwaben hat einen unregelmäßigen Grundriss und liegt im unteren Talabschnitt des gemeinsam aus dem Dinkelberg-Hügellandes ins Hochrheintal austretenden Hagenbachs und Weidbachs. Durch den Ort verläuft die K 6336, die Schopfheim mit Rheinfelden verbindet. Vom Ortskern verläuft eine weitere Verbindungsstraße nach Dossenbach. Der Ort ist östlich, südlich und westlich von großen Waldflächen umgeben.
Etwa einen halben Kilometer nordwestlich vom Ortskern Nordschwabens befindet sich die höchste Erhebung des Dinkelbergs, die Hohe Flum (536 m), die allerdings zur Gemarkung der Stadt Schopfheim gehört. Etwa einen Kilometer nördlich von Nordschwaben über die Kreisstraße erreichbar liegt der Schopfheimer Ortsteil Wiechs. Zwischen beiden Ortschaften befindet sich ein kleiner Passübergang, die Wiechser Höhe auf 516 m ü. NHN, die allerdings auf Nordschwabener Gemarkung liegt. Über die Kreisstraße erreicht man südwärts nach gut drei Kilometern den Rheinfelder Ortsteil Minseln.

## Geologie
Die Muschelkalktafel des Dinkelbergs wird durch zwei große NW streichende Verwerfungen dreigeteilt, in der Weise, dass zwei höhere Schollen (Horste) einen zentralen, etwa 8 km breiten Graben flankieren. Die westliche Verwerfung zieht von Lörrach nach Degerfelden, die östliche von Maulburg nach Schwörstadt mitten durch Nordschwabens Gemarkung. sodass diese sowohl an der Grabenzone, als auch am östlichen Dinkelberghorst Anteil hat.
Auf letzterem, seiner tektonisch höheren Lage wegen, ist die Bedeckung mit der nächst jüngeren Schichtenfolge, dem Keuper, bereits weitgehend der Abtragung anheimgefallen. Der höhere Hohe-Flum-Hang, Oberholz, Hornberg, Bloshalde sind dementsprechend reines Muschelkalkgebiet. Im Oberen Muschelkalk versickern die Niederschläge in dessen rissig-klüftigen Bänken und Platten, schaffen dabei unterirdische Hohlräume unterschiedlicher Größe und treten erst über dem stauenden Mittleren Muschelkalk wieder zutage (so z. B. in Dossenbach). Auf dem verkarsteten Plateau östlich Nordschwaben fehlen dauerhafte Fließgewässer und demzufolge auch Siedlungen. Zu den Karsterscheinungen auf der Gemarkung gehören Trockentäler und Dolinen. Die Trockentäler entstanden in den Kaltzeiten, als Permafrost den Untergrund abdichtete und so oberirdische Fließgewässer ermöglichte. Die Dolinen sind entweder durch den Einsturz unterirdischer Karsthohlräume oder durch Kalklösung, oft durch beides, entstanden. Der Schluckackerweg führt durch ein Trockental, das Gehrental ist ein solches, ebenso das Tälchen, das vom Niggital zur Kapelle hinunterzieht. Im Waldgebiet Dornach zeugt ein Dolinenfeld von der starken Verkarstung unter einer dünnen Keuperdecke. Erwähnenswert sind das Teufelsloch, eine trichterförmige Einsturzdoline mit über 10 m Durchmesser und das Moosloch, eine durch Lehm abgedichtete, wassererfüllte Doline.
Im Zentralen Dinkelberggraben hat sich Keuper in größerem Umfang erhalten. So auch auf Nordschwabens Gemarkung. Das untere Dorf, die Gewanne vom Leberholz über Grütt, Baselwald, Dornach bis zur Allmatt liegen auf undurchlässigen Keupertonen, die stellenweise von Lösslehm bedeckt sind.
Bemerkenswert ist die Auswirkung der Maulburg-Schwörstadt-Verwerfung im Kapellental. Sie zieht zwischen Mauritiusweg und dem Bach des Brünnle-Tälchens (Im Weier) durch, sodass Brünnle, Bach und Fischweiher auf tonigem Keuper liegen, die Kapelle dagegen auf verkarstetem Muschelkalk ebenso wie das Tälchen östlich vom Mauritiusweg, das dementsprechend ein Trockental ist. Unterhalb des Fischweihers gerät der Bach, die Verwerfung schräg überschreitend, in den Muschelkalk und versinkt kurz darauf in einer Doline. Es handelt sich hier um ein so genanntes Blindtal. Die Keuperzone südlich des Dorfes war einst das Dauergrünland der Gemeinde (Schafmatt, Kirchmatt, Bläsematt, Neben den Matten). Die schweren Keuperböden im Südteil der Gemarkung wurden dem Wald überlassen.

## Geschichte
Der wenig siedlungsgünstige Ostteil des Dinkelbergs ist vergleichsweise fundarm, allerdings auch noch wenig erforscht. Ein gefundenes Steinbeil zeugt von einer neolithischen Begehung. Ein Steinhügel im Gewann Egelsee konnte ins frühe Mittelalter des 7. Jahrhunderts datiert werden, da sich in diesem Hügel ein Steinplattengrab befand.

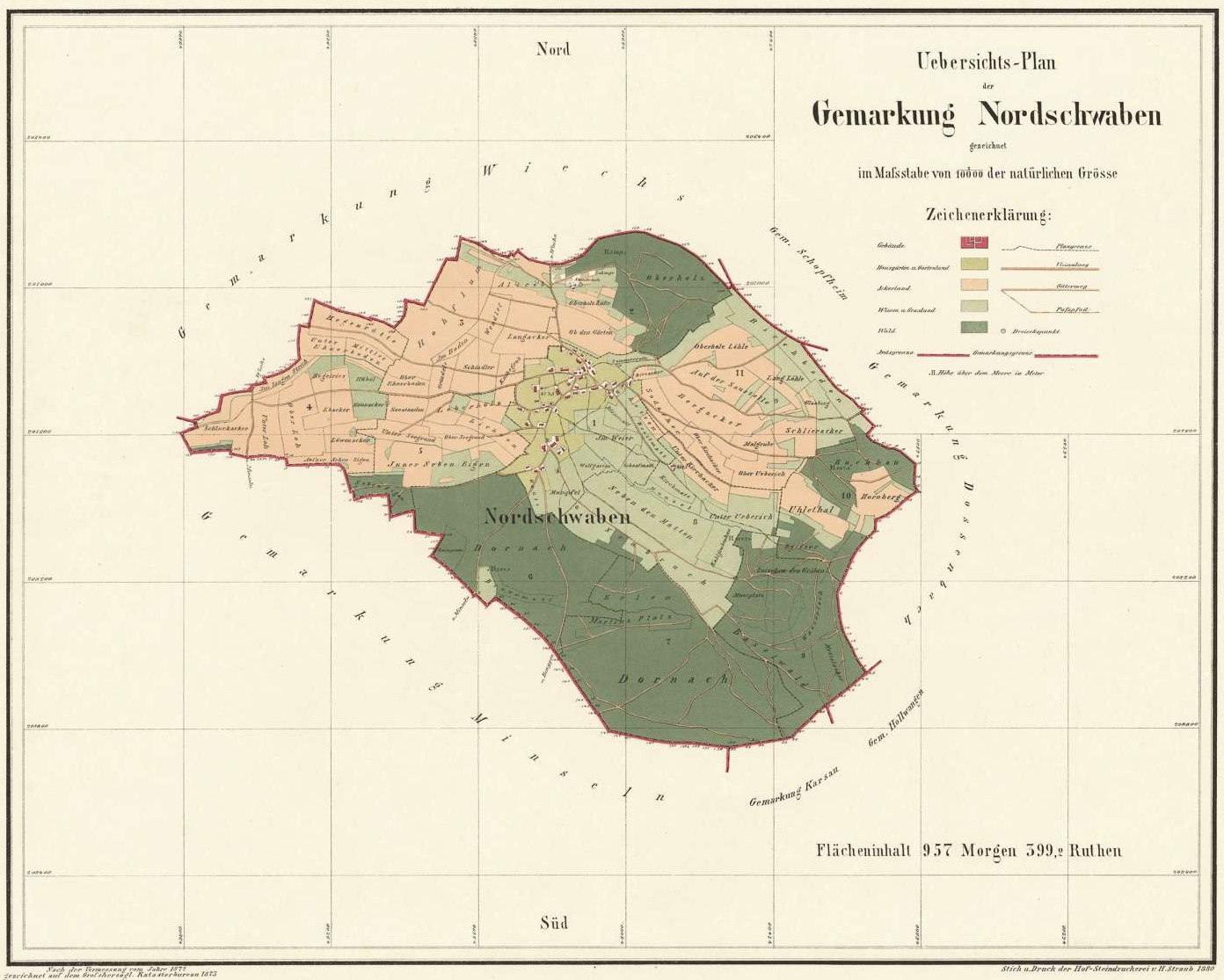
Karte von Nordschwaben (1872)

Erstmals taucht „Nortsuuaben“ Anfang des 12. Jahrhunderts in einer Kopialüberlieferung von 1492 auf. Die Herkunft des Ortsnamens ist nicht geklärt. Die Geschichtsschreibung berichtet von einer Schenkung Burchards von Nordschwaben an das Kloster Bürgeln. Die Edelknechte von Nordschwaben waren Vasallen der Markgrafen von Hachberg-Sausenberg ohne eigene Dorfherrschaft. Das damals zur Grafschaft Rheinfelden gehörige Nordschwaben kam 1449 unter habsburgisch-österreichische Herrschaft. Wegen seiner Lage blieb es im Gegensatz zu den anderen vorderösterreichischen Dinkelbergorten von den meisten kriegerischen Auseinandersetzungen verschont.
Das kirchlich zunächst zur Pfarrei Höllstein gehörige Nordschwaben wurde im Spätmittelalter der Pfarrei in Minseln zugeordnet. Im Jahr 1807 wurde der Ort dem badischen Bezirksamt Beuggen zugeteilt, 1809 dem Bezirksamt Schopfheim und 1936 zum Bezirksamt/Landkreis Säckingen. Mit dem 1. Januar 1974 wurde die selbständige Gemeinde in die Stadt Rheinfelden eingegliedert.

## Politik

### Ortschaftsrat

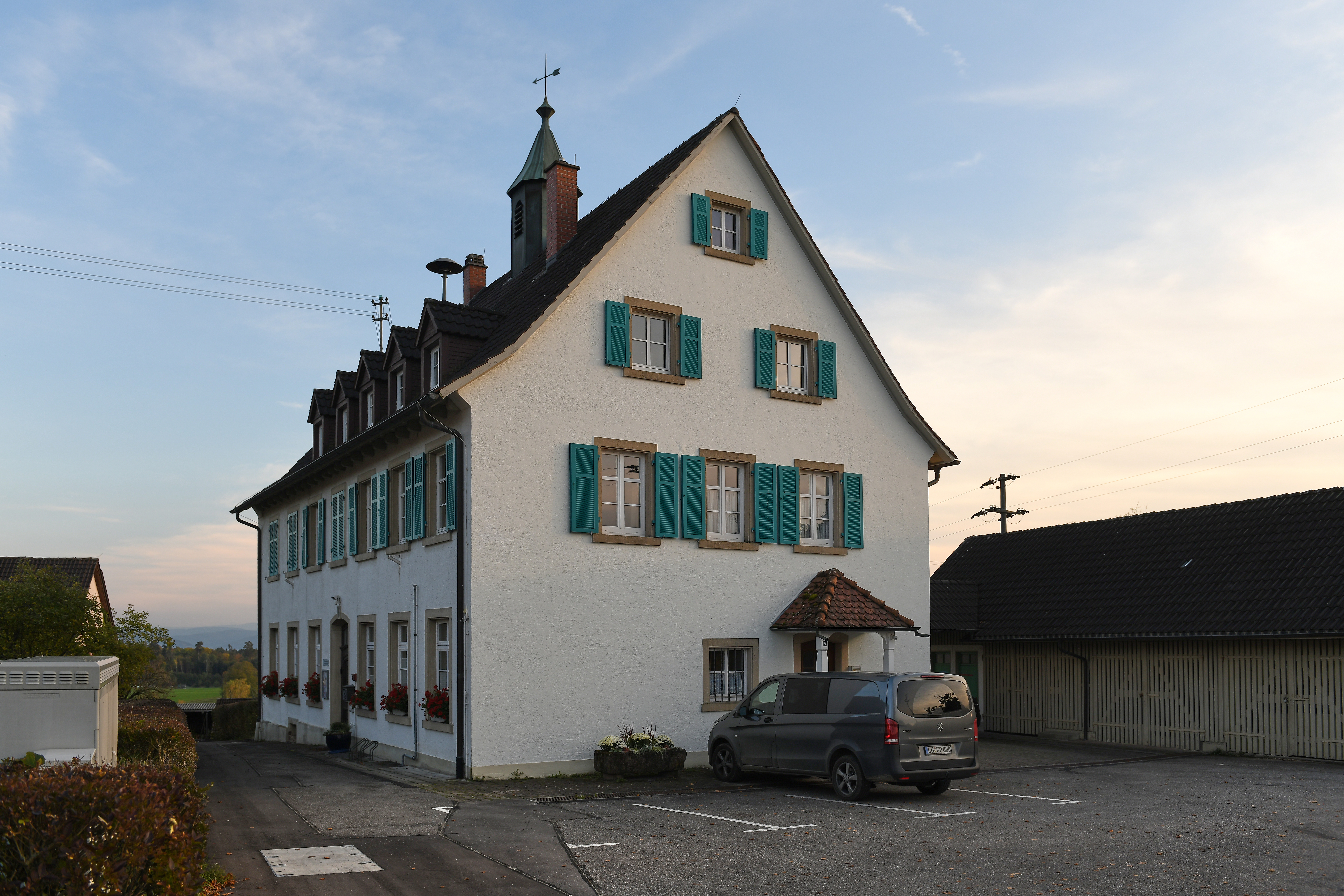
Rathaus Nordschwaben

Nordschwaben verfügt über einen Ortschaftsrat, der von einem Ortsvorsteher angeführt und einem Stellvertretungen unterstützt wird. Dem Rat gehören sechs Mitglieder an. Sitz des Ortschaftsrates ist das Rathaus von Nordschwaben Auf dem Buck 5.

### Wappen
„In Silber auf grünem Schildfuß eine grüne Tanne mit schwarzem Stamm, an dem sich beidseits je eine roter Löwe aufrichtet.“
Tanne und Löwen finden sich bereits auf einem Dorfsiegel Mitte des 19. Jahrhunderts. „Was man sich bei der Wahl der Figuren gedacht hat, läßt sich heute - wie sooft bei Wappenbildern - nicht mehr feststellen.“

## Bevölkerung und Religion

### Einwohner
Die Zahl der Einwohner Nordschwabens entwickelte sich wie folgt:
| Jahr | Einwohner |
| ---- | --------- |
| 1852 | 266       |
| 1871 | 299       |
| 1880 | 219       |
| 1890 | 213       |
| 1900 | 217       |
| 1910 | 228       |
| 1925 | 227       |

| Jahr | Einwohner |
| ---- | --------- |
| 1933 | 225       |
| 1939 | 214       |
| 1950 | 244       |
| 1956 | 250       |
| 1961 | 248       |
| 1970 | 222       |
| 2019 | 320       |

### Religion
Die Zugehörigkeit zu den Religionsgemeinschaften verteilte sich in der Vergangenheit wie folgt:
| Jahr | Religion    | Religion   | Religion |
| Jahr | evangelisch | katholisch | sonstige |
| ---- | ----------- | ---------- | -------- |
| 1858 | 0,0 %       | 100,0 %    | 0,0 %    |
| 1925 | 14,1 %      | 85,9 %     | 0,0 %    |
| 1950 | 23,8 %      | 76,2 %     | 0,0 %    |
| 1961 | 25,4 %      | 74,2 %     | 0,4 %    |
| 1970 | 23,4 %      | 74,3 %     | 2,3 %    |

## Kultur, Natur und Sehenswürdigkeiten

### Natur und Sehenswürdigkeiten

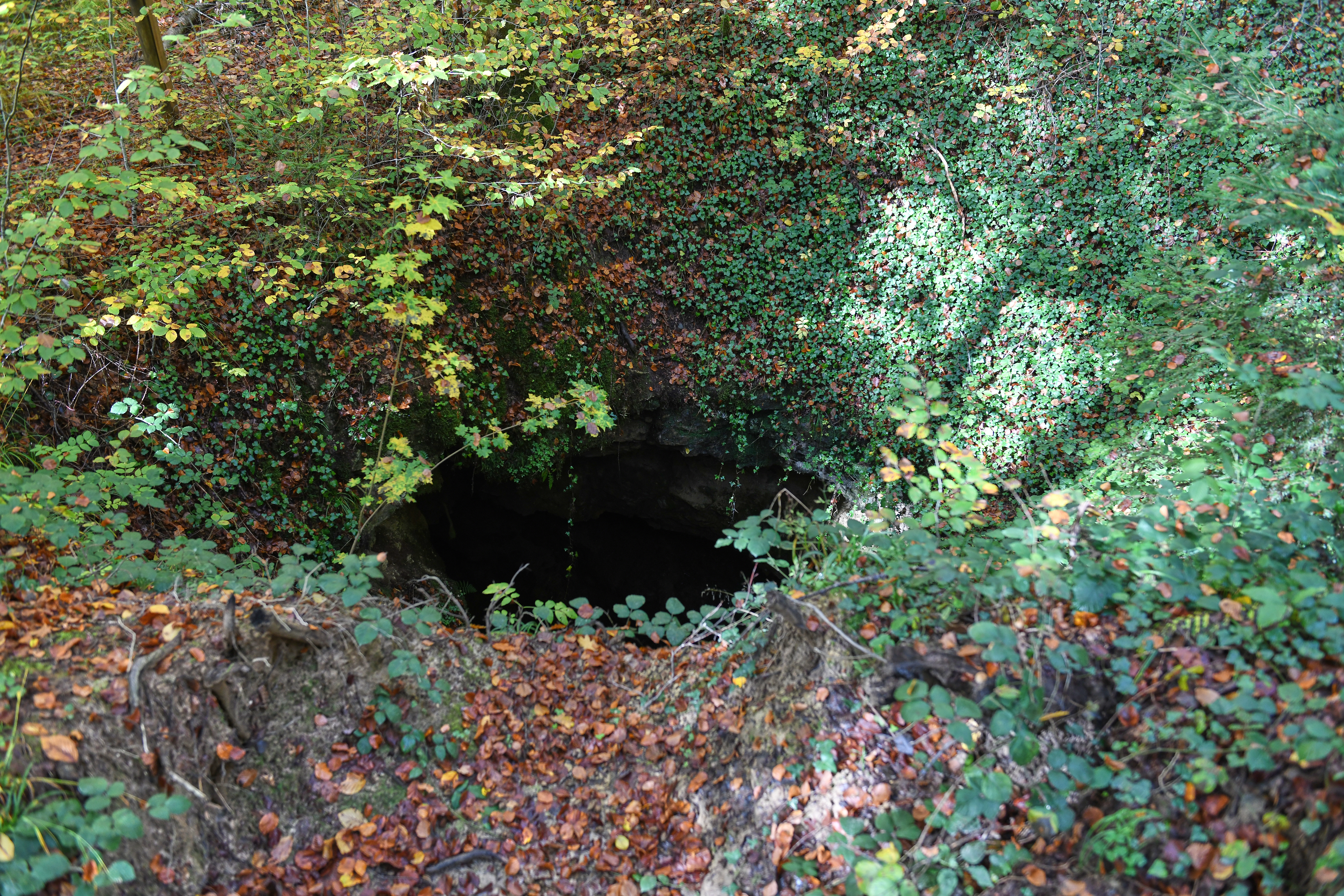
Teufelsloch

Nordschwaben mit seinen 345 Hektar hat einen Waldbestand von 135 Hektar (rund 40 %), davon entfallen 62 Hektar als Gemeindewald, 73 Hektar sind Privatwald und 210 Hektar Feld. Rund vier Hektar sind als Naturschutzgebiet ausgewiesen oder als geschützte Landschaftsbestandteile wie Feuchtflächen und Halbtrockenrasen. Die Trockentäler entstanden im Dinkelberg geologisch nach Abtragung der Deckschicht während der Eiszeit. Eis und Wasser gruben sich in den hartgefrorenen Boden und bildeten Gruben in den Untergrund. Auf diese Art entstanden Dolinen, kleine Weiher und andere Gräben.
Zu den bekanntesten geologischen Gebilden auf der Gemarkung Nordschwabens ist das Teufelsloch, eine rund 40 Meter tiefe Trichterdoline und einem Durchmesser von 12 Metern mit einer Fortsetzung in eine Schachthöhle. Die Gänge der Höhle sind nur teilweise erforscht.

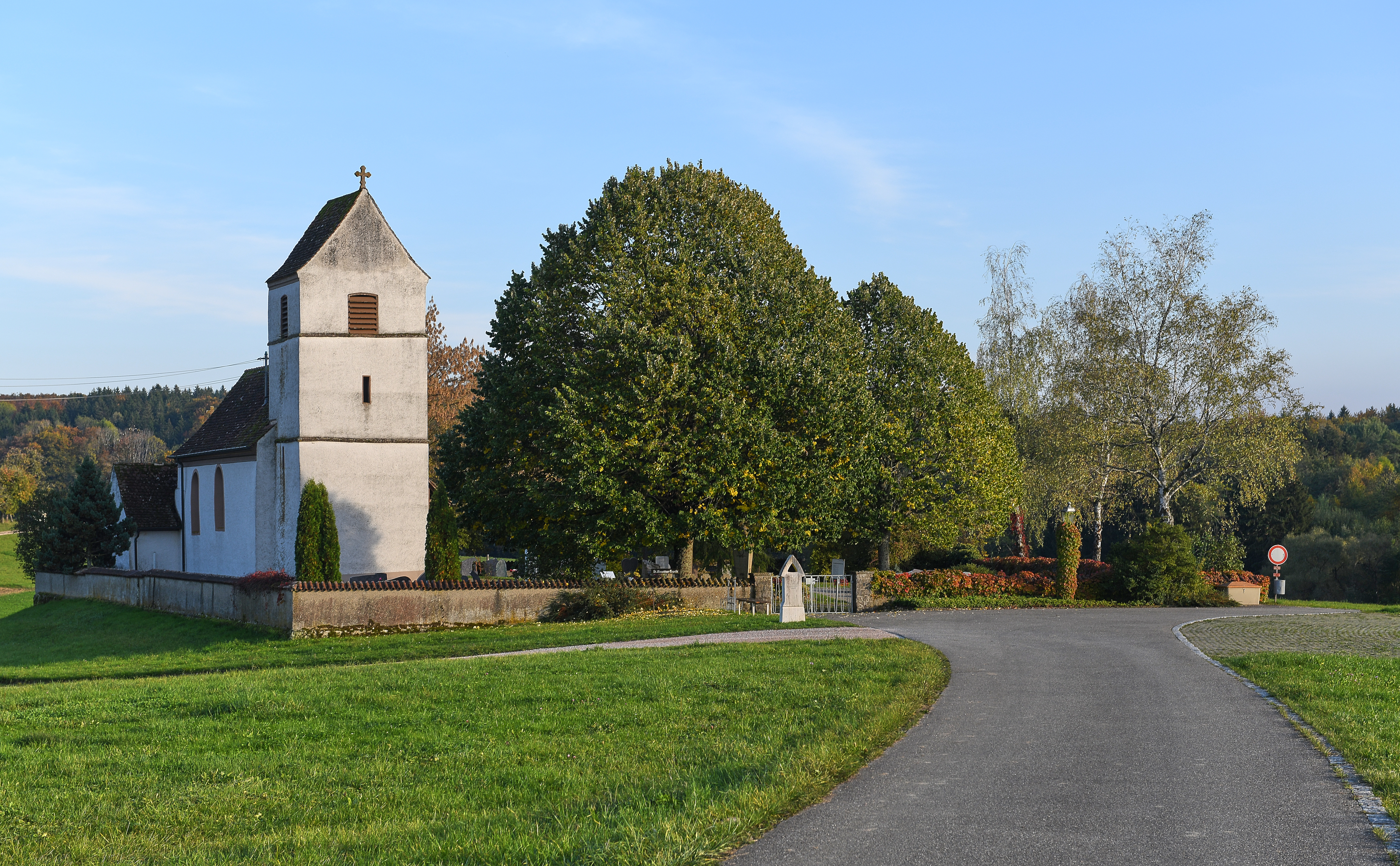
St.-Mauritius-Kapelle und Friedhof Nordschwaben

In abseitiger Lage, südlich vom Ort liegt die St.-Mauritius-Kapelle von einem Friedhof umgeben. Bereits im Jahr 1307 erwähnt wird sie 1493 als Filialkapelle bezeichnet. Im Dreiländermuseum in Lörrach befindet sich das Original einer Reliquienbüste, die am Giebel der Kapelle angebracht war. Die verwitterte Büste zeigt einen Ritter aus der Zeit von Rudolf von Habsburg. Das für eine Kapelle recht große, in seiner Architektur eher schlichte Gotteshaus mit Langhaus und westlich angebautem Glockenturm ist eines der ältesten Bauwerke in den Rheinfelder Stadtteilen.
Das Nordschwöbner Skulpturenwegli wurde 2010 eingeweiht. Auf dem Weg Im Brünnle zwischen Dorf und Mauritiuskapelle werden sechs Skulpturen von Rheinfelder Künstlern präsentiert.

### Vereine
Nordschwaben hat einen Schützenverein, der am 9. März 1968 mit 21 Teilnehmern an der Gründungsversammlung entstanden ist. Der Turnverein wurde 1983 gegründet. Der Gesangsverein Nordschwaben wurde 1868 gegründet und ist damit einer der ältesten in Rheinfelden. Im Jahr 1996 wurden die Teufelslochschradde gegründet, ein Fasnachtsverein.
In Nordschwaben gibt es eine Abteilung mit zwei Fahrzeugen, die zur Freiwilligen Feuerwehr Rheinfelden gehört.
Veranstaltungen der Vereine und Dorfgemeinschaften finden meist in der Gemeindehalle statt.